# Lumaria exalbescens
Lumaria exalbescens är en fjärilsart som beskrevs av Edward Meyrick 1922. Lumaria exalbescens ingår i släktet Lumaria och familjen vecklare. Inga underarter finns listade i Catalogue of Life.